# Alliopsis littoralis
Alliopsis littoralis är en tvåvingeart som först beskrevs av Malloch 1920.  Alliopsis littoralis ingår i släktet Alliopsis och familjen blomsterflugor. Inga underarter finns listade i Catalogue of Life.